# Amoni carbonat
Amoni cacbonat là một loại muối có công thức hóa học là (NH4)2CO3. Vì nó dễ dàng phân hủy thành khí amonia và cacbon dioxide khi đun nóng, nó được sử dụng như một chất men và cũng như mùi muối. Nó còn được gọi là ammonia của thợ làm bánh và là tiền thân của các chất men hiện đại hơn như baking soda và bột nở. Nó là một thành phần của những gì trước đây được gọi là sal dễ bay hơi và muối của hartshorn.

## Sản xuất
Amoni cacbonat được sản xuất bằng cách kết hợp cacbon dioxide và dung dịch amonia. Khoảng 80000 tấn / năm được sản xuất vào năm 1997.

### Phân hủy
Amoni cacbonat phân hủy từ từ ở nhiệt độ và áp suất tiêu chuẩn thông qua hai con đường. Do đó, bất kỳ mẫu amoni cacbonat tinh khiết ban đầu sẽ sớm trở thành một hỗn hợp bao gồm các sản phẩm phụ khác nhau.
Amoni cacbonat có thể tự phân hủy thành amoni bicacbonat và amonia:
(NH4)2CO3(r) → NH4HCO3(k) + NH3(r)

## Công dụng

### Chất men
Amoni cacbonat có thể được sử dụng như một chất men trong các công thức nấu ăn truyền thống, đặc biệt là những người từ Bắc Âu và Scandinavia (ví dụ Speculoos, Tunnbröd hoặc Lebkuchen). Nó là tiền thân của bột nở mà ngày nay được sử dụng phổ biến hơn.
Ban đầu được làm từ sừng hươu và được gọi là hartshorn. Ngày nay, nó được gọi là amonia của thợ làm bánh. Thành phần amoni cacbonat là hỗn hợp amoni bicacbonat (NH 4 HCO 3) và ammoni cacbamat (NH2COONH4). Nó được điều chế bằng sự thăng hoa của hỗn hợp amoni sulfat và calci cacbonat và xảy ra dưới dạng bột trắng hoặc khối cứng, trắng hoặc mờ. Nó hoạt động như một tác nhân men kích hoạt nhiệt và phân hủy thành cacbon dioxide (men), amonia (cần phải tiêu tan) và nước. Đôi khi nó được kết hợp với sodium bicacbonat để bắt chước như một loại bột nở có tác dụng kép và để giúp che giấu bất kỳ mùi amonia nào không được nướng ra.
Nó cũng phục vụ như một bộ điều chỉnh độ axit và có số E là E503. Nó có thể được thay thế bằng bột nở, nhưng điều này có thể ảnh hưởng đến cả hương vị và kết cấu của thành phẩm. Amonia của thợ làm bánh nên được sử dụng để tạo ra các món nướng khô mỏng như bánh quy giòn và bánh quy. Điều này cho phép mùi amonia mạnh để nướng ra. Nó không nên được sử dụng để làm các món nướng ẩm như bánh vì amonia là ưa nước và sẽ để lại vị đắng mạnh.

Nó được sử dụng như một tác nhân gây bệnh, với những tranh cãi liên quan hàng thế kỷ trước: 
Trong loại bánh mì thứ ba, một hình dạng mụn nước được trao cho nó bằng cách thêm vào bột của một ít muối ammoniac, (thường là cacbonat phụ), trở thành một chất khí trong quá trình nướng, gây ra bột phình ra thành những bình khí nhỏ, cuối cùng vỡ ra, cho phép khí thoát ra và để lại bánh mì cực kỳ xốp. Ông Accum, trong chuyên luận về các chất độc ẩm thực, đã bêu xấu quá trình này là "lừa đảo", nhưng, theo chúng tôi, hầu hết là bất công. Các thợ làm bánh sẽ không bao giờ chấp nhận nó nhưng từ sự cần thiết: khi men tốtkhông thể được mua, nó tạo thành một sự thay thế đáng ngưỡng mộ và hoàn toàn vô hại; Chi phí cho người làm bánh nhiều hơn, nó làm giảm lợi nhuận của anh ta, trong khi người tiêu dùng được hưởng lợi nhờ bánh mì giữ lại chất rắn, do quá trình lên men bị tiêu tan dưới dạng rượu và khí axit carbonic.

### Công dụng khác
Amoni cacbonat là thành phần chính của muối có mùi, mặc dù quy mô thương mại của sản xuất là nhỏ. Xi-rô ho của Buckley từ Canada ngày nay sử dụng amoni cacbonat như một thành phần hoạt động nhằm giúp giảm triệu chứng viêm phế quản. Nó cũng được sử dụng như một chất gây nôn. Nó cũng được tìm thấy trong các sản phẩm thuốc lá không khói, như Skoal, và nó được sử dụng trong dung dịch nước như một chất làm sạch ống kính nhiếp ảnh, như "Kodak Lens Cleaner" của Eastman Kodak.